# José Jordán de Urriés Azara
 José Jordán de Urríes y Azara (Saragossa, 17 d'abril de 1868 – 3 de novembre de 1932) fou un filòsof espanyol.
Germà del marquès d'Ayerbe, va estudiar filosofia a la Universitat de Saragossa i es doctorà a Madrid el 1894 amb Teorías sobre la belleza y el arte en las obras filosóficas de Cicerón y Séneca. El 1895 treballà com a professor auxiliar a la Universitat de Saragossa i el 1900 a la de Madrid. En juny de 1902 va aconseguir la càtedra de teoria de la literatura i de les arts a la Universitat de Barcelona. A Barcelona també assolí la càtedra de psicologia superior i fou acadèmic de l'Acadèmia de Bones Lletres de Barcelona.
El febrer de 1919 va aconseguir la càtedra d'estètica a la Universitat Central de Madrid, que va ocupar fins a la seva mort. En 2002 els seus hereus van donar la seva biblioteca a la Universitat Complutense de Madrid.

## Obres
- Teorías sobre la belleza y el arte en las obras filosóficas de Cicerón y Séneca, Establecimiento Tipográfico de "La Derecha", Zaragoza 1894, 71 págs.
- Biografía y estudio crítico de Jáuregui, Real Academia Española, Madrid 1899 (Est. Tipográfico Sucesores de Rivadeneyra), VII+273 págs.
- Apuntes de teoría de la literatura y de las artes, Antonio Cleries, Barcelona 1912. 2ª ed.: Edit. Barcelonesa, Barcelona 1919, 411 págs.
- El arte según las escuelas actuales y los escritores contemporáneos, Barcelona s.a. (Tip. La Académica), 46 págs.
- Estudio sobre Teorías de las Artes, Bosch, Barcelona 1936, 308 págs.
- La contemplación del arte y la evolución artística. Estudios sobre Teoría General del Arte, Bosch, Barcelona 1943, 318 págs.
- Orgullo y prejuicio, traducció de Jane Austen Espasa-Calpe (Colección Austral nº 1066), Madrid 1976, 240 págs.